# Schwetzingen
Schwetzingen es una ciudad alemana situada en el noroeste de Baden-Württemberg, a unos 10 km al sudoeste de Heidelberg y a 15 km al sudeste de Mannheim.
Schwetzingen es una de las 5 mayores ciudades de Rhein-Neckar-Kreis.

## Geografía
Schwetzingen está localizada en el área de Rhein-Neckar en el llano del río Rin, en el lado oeste de Odenwald y al este del Rin. Un pequeño afluente, el Leimbach, discurre a través de la ciudad, antes de desembocar en el Rin.

### Municipalidades vecinas
Las siguientes municipalidades rodean la ciudad de Schwetzingen, ordenadas siguiendo el sentido de las agujas del reloj, empezando por el norte son:
Mannheim, Plankstadt, Oftersheim, Hockenheim, Ketsch y Brühl. El área municipal de Schwetzingen se completa con Oftersheim. Los límites de Plankstadt están solo separados por una calle de Schwetzingen.

## Etimología
El CERL Thesaurus del Consortium of European Research Libraries indica como variantes del topónimo Schwetzingen, Solicinium, Suezzingen y Suezzingen Superiore.
Marquard Freher (1565-1614), lo menciona en su libro "Origines Palatinae" como "Suezzingen super fluvium Suarzaha". Esto deja suponer que en aquel entonces el nombre del Leimbach era "Schwarzbach" o sea "arroyo negro".
El Códice de Lorsch contiene un documento de donación de Carlomagno donde se encuentra el nombre "Suezzingum". En la tercera parte de este códice está escrito en la página 176: "quae dicitir in Sozinga". Además, en la nota a) hay la anotación: "forte Suezzinga". Por lo tanto, se puede suponer que Schwetzingen es el antiguo Solicinium.
La batalla de Solicinium tuvo lugar entre el ejército romano y alamanes que se asentaron en esta región. En alemánico "ingen" es una desinencia común en topónimos e "-inium" corresponde a ella. Los comienzos de las palabras "Su - ez" y "So - lic" tienen consonantes idénticas y vocales semejantes. Si se compara las palabras de esta manera la única diferencia real consiste en el sonido lingual "l" que es una consonante tenue. Por lo tanto, la diferencia es solo ligera. Según el historiador romano Amiano Marcelino la batalla tuvo lugar en los alrededores de Solicinium, donde "el enemigo estaba á la vista á cierta distancia". Aunque no se sabe hasta donde se podía ver en aquel entonces, los montes descritos por Amiano Marcelino pueden ser los montes cercanos del Odenwald.

## Historia
Schwetzingen fue mencionado por primera vez en la historia en el año 766, exactamente en el Codex Aureus de Lorsch, el registro del documento del monasterio de Lorsch. El primer establecimiento humano en este lugar, lógicamente, data de épocas mucho anteriores.
En la nueva área residencial de Schwetzingen llamada Schälzig, se encuentra uno de los cementerios más grandes de los ceramistas del sudoeste de Alemania, fue descubierto en 1988. Hace más de 7000 años, con la cultura de la Edad de Piedra, se asentaron en esta zona los primeros hombres agrícolas sedentarios.
Desde entonces hay evidencias de muchas culturas de la historia temprana prehistórica y, de la era céltica así como la época de la ocupación romana y de la tribu germánica del Neckarsweben.
La fundación del lugar data del periodo francoalemán, en el que un hombre posiblemnete llamado suezzo se estableció con sus descendientes en el lugar. De su nombre derivó suezzingen, primitivo nombre de la ciudad.
El castillo de Schwetzingen, entonces era un castillo rodeado de agua y bien fortificado. Pertenecía a los caballeros de Erligheim. Fue documentado por primera vez en 1350. Elsbeth de Schonenberg concedió el uso del castillo al Palatino Rudolf. De esta manera el castillo y las posesiones fueron pasando gradualmente al Palatinado. El palatino y los electores posteriores del príncipe del Palatinado, que residían en Heidelberg, disfrutaban viniendo a Schwetzingen.
Durante la guerra de los 30 años y en 1689 (guerra de los Nueve Años), el castillo fue totalmente destruido, al mismo tiempo que desaparecía el Palatinado.
El príncipe elector Juan Guillermo del Palatinado, cuyo escudo de armas adorna la entrada al castillo, lo reconstruyó, y su sucesor Carlos III Felipe del Palatinado lo convirtió en una residencia de verano.
Pero la era de oro comenzó en 1742 cuando Carl Theodor llegó a la oficina. Cada año la corte pasaba muchos meses en la residencia, las actividades del edificio en el área del castillo estimuló la economía y el comercio. Se hicieron muchos negocios, y el año 1759 Schwetzingen se convirtió en el centro de la región.
La pequeña aldea cambió de cara. Alrededor del castillo, que en aquel momento marcaba el centro de Schwetzingen, y a lo largo de la calle de Carl Theodor como extensión del eje Este-Oeste del jardín, creció el nuevo barrio (alrededor de la mitad del siglo XVIII). Se unieron así la alta y baja villa, que eran los dos centros medievales que existían en el lugar.
El proyecto del edificio más grande del siglo XVIII era la erección de uno de los jardines europeos más hermosos, el jardín del castillo de Schwetzingen.
En una simbiosis única el paisaje del jardín inglés, diseñado por Luis von Sckell limita, magistralmente con el perfecto jardín geométrico barroco diseñado por Nicolás de Pigage. Los edificios numerosos como el templo del Apolo o de la Mezquita dan la evidencia de la riqueza en las ideas.
Al principio del siglo XIX vino a Schwetzingen el Gran Ducado de Baden.
El Gran Duque Leopold concedió el título de ciudad en 1833.
Durante el siglo XVIII se fundaron muchas cervecerías. La industria de tabaco alcanzó su apogeo al final del siglo XIX. El crecimiento del espárrago llevó al desarrollo de una industria conservera eficiente.
Con la construcción de la línea ferroviaria del valle del Rin en 1870 muchas de las primeras industrias se ubicaron en la periferia meridional de la ciudad.
El estado industrial más grande todavía está en el país en el lado del este de la línea ferroviaria a lo largo de Scheffelstraße. Al mismo tiempo, la ciudad se ha ido ampliando hacia el este, en la dirección de Heidelberg.
Después de la Segunda Guerra Mundial, en la que Schwetzingen resistió relativamente bien, la estructura industrial cambió.
En lugar de duros trabajos de las fábricas de alimentos, bebidas y tabaco, se pasó a una industria de producción de tamaño mediano y se desarrolló un fuerte sector terciario, especialmente a causa del atractivo turístico de Schwetzingen.

## Climatología
En la llanura del Rin el clima predominantemente es húmedo y cálido. La temperatura media anual es de 10 °C. La media de precipitación anual es de 500 - 700 mm.

## Demografía

### Población
Los datos no oficiales son estimados
| Año                      | Población |
| ------------------------ | --------- |
| 1726                     | 420       |
| 1784                     | 1.784     |
| 1800                     | 2.090     |
| 1850                     | 2.900     |
| 1 de diciembre de 1871   | 3.862     |
| 1 de diciembre de 1880 ¹ | 4.649     |
| 1 de diciembre de 1890 ¹ | 5.116     |
| 1 de diciembre de 1900 ¹ | 6.432     |
| 1 de diciembre de 1910 ¹ | 7.876     |
| 8 de octubre de 1919 ¹   | 9.146     |
| 16 de junio de 1925 ¹    | 9.341     |
| 16 de junio de 1933 ¹    | 10.016    |

| Año                        | Población |
| -------------------------- | --------- |
| 17 de mayo de 1939 ¹       | 10.983    |
| Diciembre de 1945 ¹        | 11.129    |
| 13 de septiembre de 1950 ¹ | 14.068    |
| 6 de junio de 1961 ¹       | 14.992    |
| 27 de mayo de 1970 ¹       | 16.508    |
| 31 de diciembre de 1975    | 18.296    |
| 31 de diciembre de 1980    | 18.384    |
| 27 de mayo de 1987 ¹       | 17.729    |
| 31 de diciembre de 1990    | 19.098    |
| 31 de diciembre de 1995    | 21.872    |
| 31 de diciembre de 2000    | 22.267    |
| 31 de marzo de 2004        | 22.635    |

¹ Censo oficial

## Política

### Instituciones públicas
En Schwetzingen hay un tribunal de distrito, la oficina de un notario, un servicio de asuntos internos, una oficina de aduana y un departamento de personal.

### Alcaldes

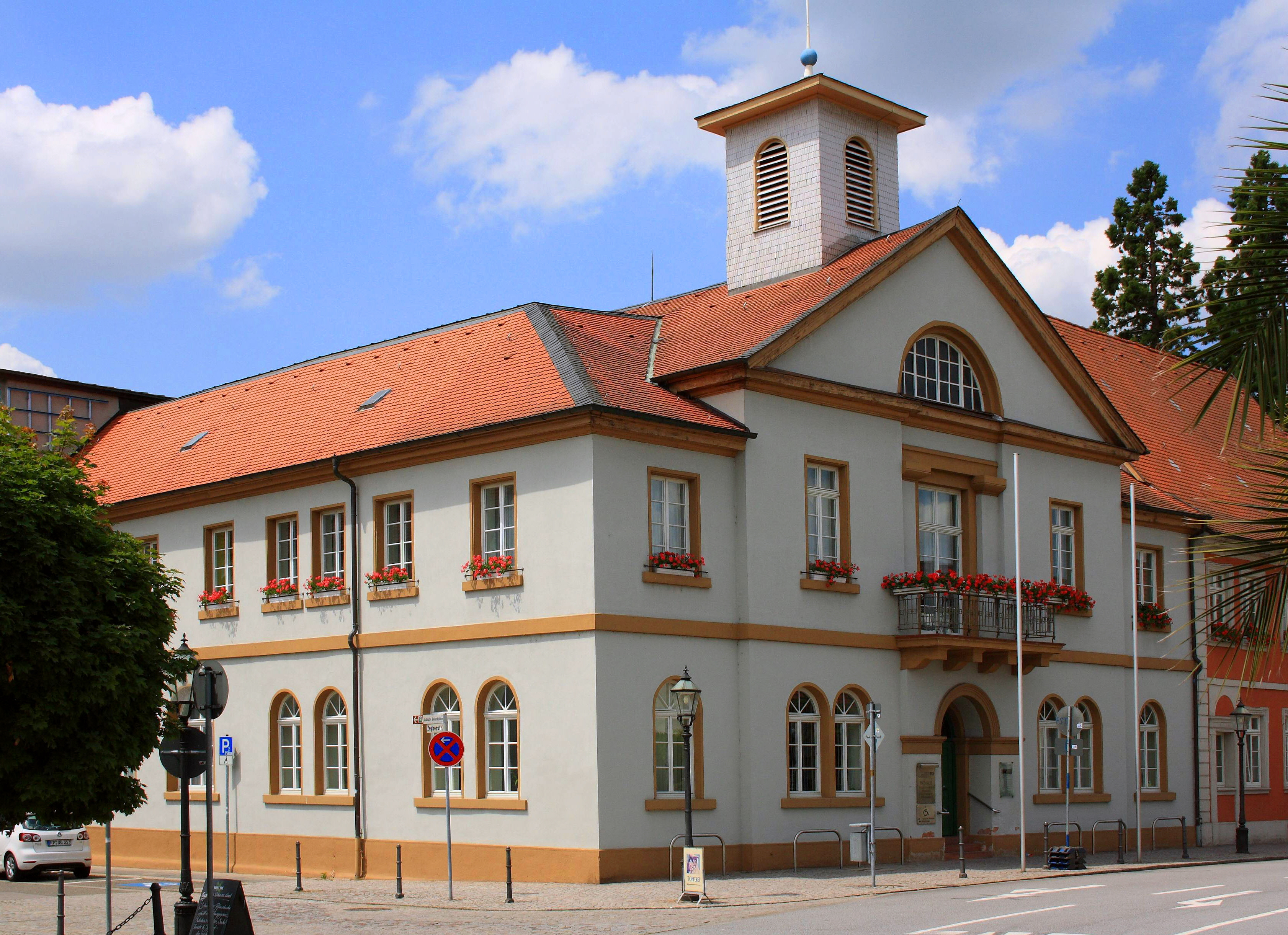
Ayuntamiento

- 1833 – 1838: Daniel Helmreich
- 1838 – 1851: Carl Welde
- 1851 – 1855: Josef Vetter
- 1855 – 1865: Johann Wilhelm Ihm
- 1865 – 1883: Heinrich Wittmann
- 1883 – 1898: Karl Mechling
- 1898 – 1904: Heinrich Häfner
- 1904 – 1910: Jean Wipfinger
- 1910 – 1914: Wilfried Hartmann
- 1914 – 1923: Jakob Reinhard
- 1914 – 1918: Georg Pitsch
- 1923 – 1929: Johannes Götz
- 1929 – 1930: Leopold Stratthaus
- 1930 – 1933: Dr. Arthur Trautmann
- 1933 – 1945: Arthur Stober
- 1945: Ernst Karl
- 1945 – 1948: Dr. Valentin Gaa
- 1948 – 1954: Franz Dusberger
- 1954 – 1961: Hans Kahrmann
- 1961 – 1962: Adolf Schmitt
- 1962 – 1981: Kurt Waibel
- 1981 – 1982: Walter Bährle
- 1982 – 1998: Gerhard Stratthaus
- 1999 – 2007: Bernd Kappenstein
- 2007 – 2008: Bernd Junker
- desde 2008: René Pöltl

### Escudo de armas
El escudo de armas de Schwetzingen consiste en un escudo dividido por la mitad. En la mitad superior un león de oro sobre un fondo negro y en la mitad inferior hay un toque (anillo) de plata sobre fondo azul. La bandera de la ciudad es blanca y azul. El león simboliza el Electorado Palatine, del que Schwetzingen era un miembro hasta 1803. El toque (anillo) era al principio una rueda que proviene del sello de un habitante quien tenía contactos en el castillo de Schwetzingen.

### Ciudades hermanadas
Schwetzingen está hermanada con:
- Lunéville, Francia, desde 1969
- Pápa, Hungría, desde 1992
- Spoleto, Italia, desde 2005

## Infraestructuras y educación

### Transportes

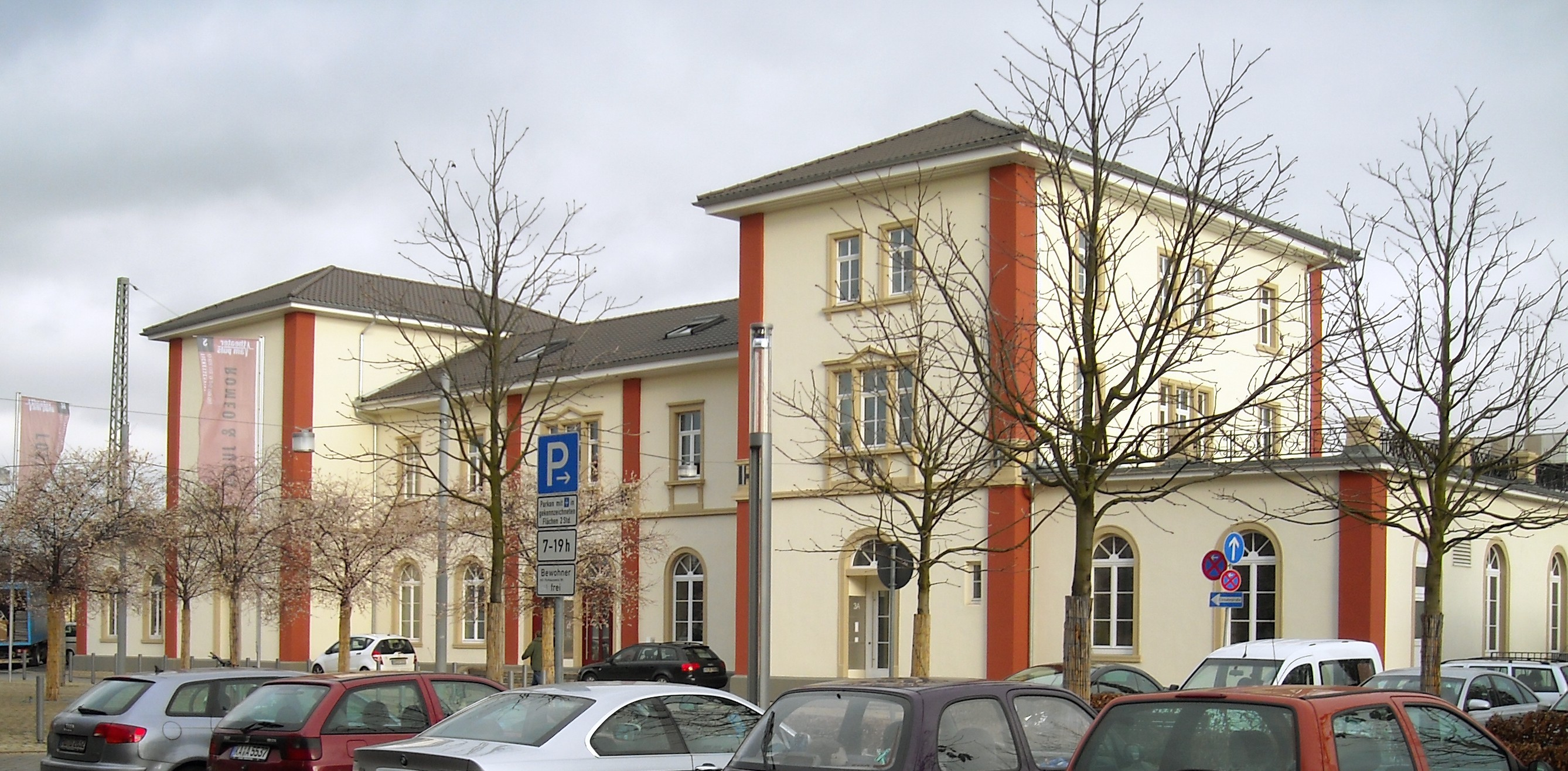
Estación de Schwetzingen (diciembre de 2008)

La ciudad de Schwetzingen se encuentra comunicada a través de autopistas con Heidelberg (A5) y con Hockenheim y Mannheim (A6).
Desde 1870 la ciudad se encuentra conectada con la línea ferroviaria "Mannheim - Karlsruhe".

### Medios de comunicación
En Schwetzingen se publica el diario local llamado: "Schwetzinger Zeitung", que es editado por el "Mannheimer Morgen".

### Educación
La ciudad dispone de: "Hebel Gymnasium", "Karl-Friedrich-Schimper-Realschule", "Hilda Hauptschule", cuatro escuelas primarias: "Grundschule Hirschacker", "Johann-Michael-Zeyher Grundschule", "Nordstadt-Grundschule" y Südstadt-Grundschule". También hay una escuela especial, el "Kurt-Waibel-Förderschule". Además hay dos escuelas técnicas: "Carl-Theodor" y "Erhart-Schott-School" y una escuela para discapacitados psíquicos: "Comenius". A la izquierda del castillo de Schwetzingen hay un colegio avanzado técnico para la administración de justicia, mantenida por el estado de Baden-Württemberg.

## Arte y cultura

### Palacio de Schwetzingen

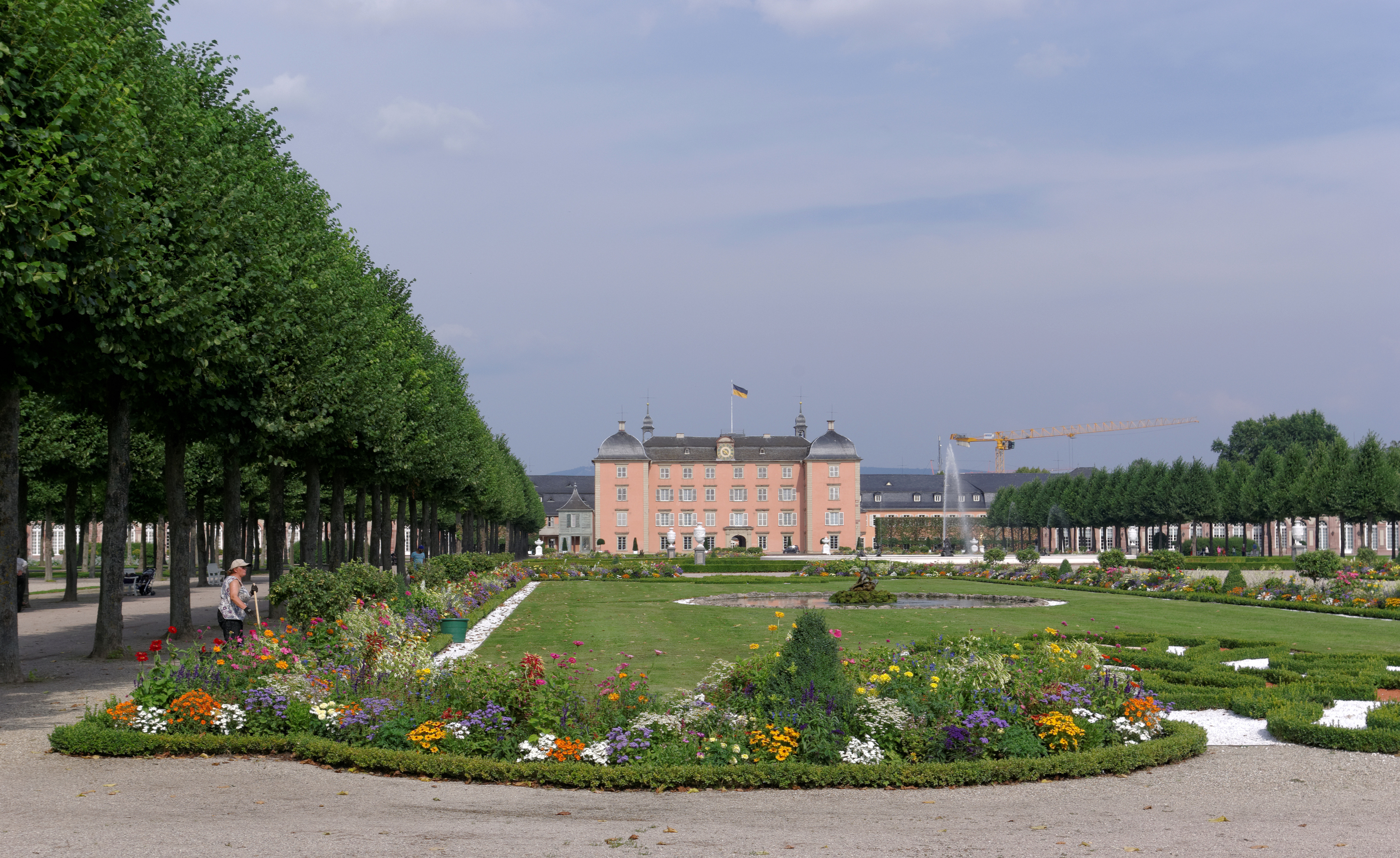
Vista del Palacio y los jardines

El Palacio de Schwetzingen era la residencia de verano de los príncipes del Palatinado Carlos Felipe y Carlos Teodoro. Era una de las 3 residencias palatinas, las otras son Heidelberg y Mannheim. En 2007 se propuso el reconocimiento de la Residencia Veraniega de Schwetzingen como Patrimonio de la Humanidad de la UNESCO.

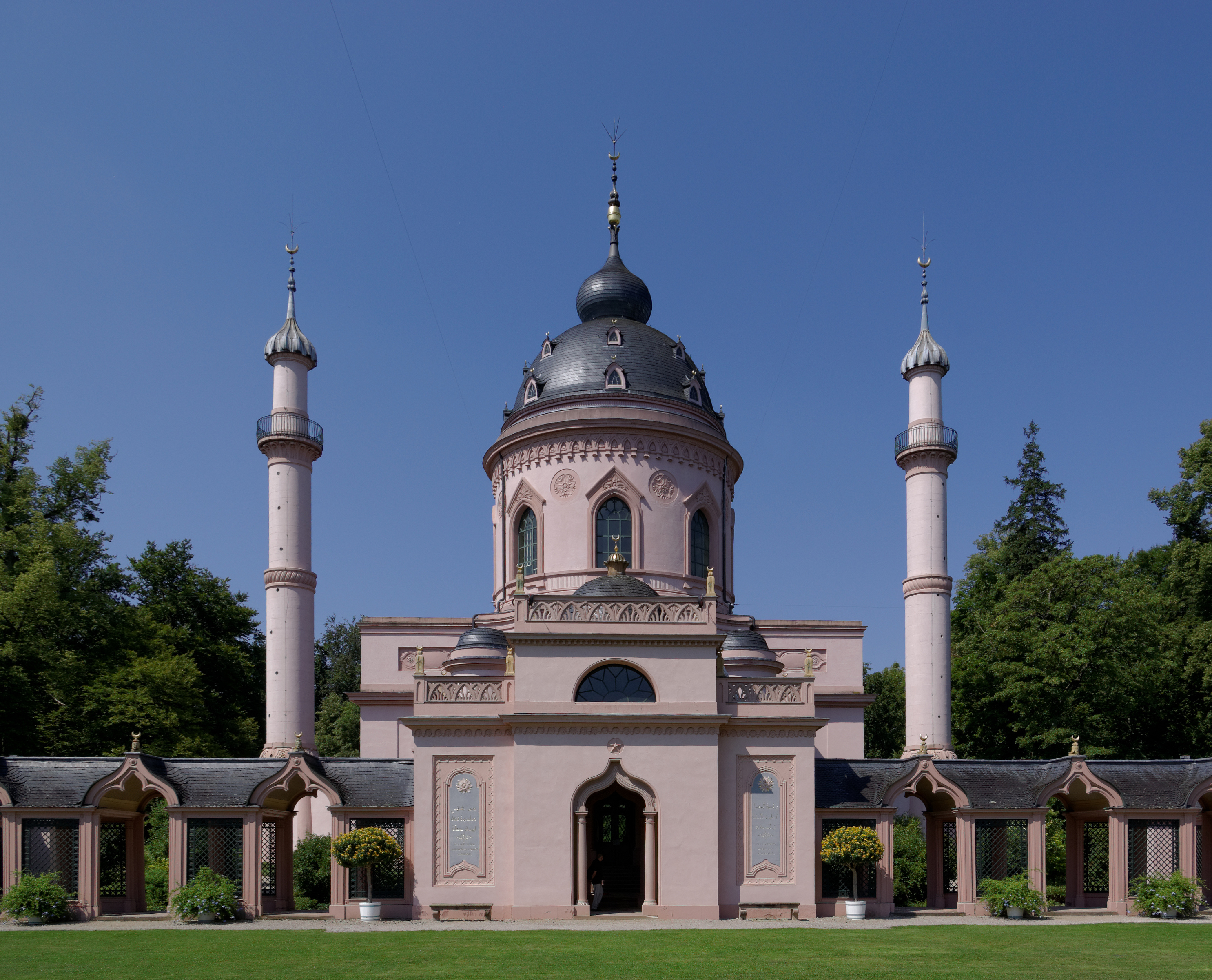
La Mezquita

La situación del jardín de Schwetzingen es única en lo que a su diseño y conservación se refiere. Al contrario de lo que ocurre en la mayoría de los jardines palaciegos, los antiguos estilos de jardinería no se han visto reemplazados -y de esta manera destruidos o cambiados- por los nuevos. En Schwetzingen, el carácter de los antiguos y formales jardines franceses se ajusta perfectamente con los jardines paisajísticos modernos según el modelo inglés.
El jardín de Schwetzingen era, con excepción del área alrededor de los baños, accesible a toda la población ya en época de los príncipes electores, por aquel entonces incluso sin coste de entrada. Una ordenanza regía el adecuado comportamiento de los visitantes.

### Iglesias

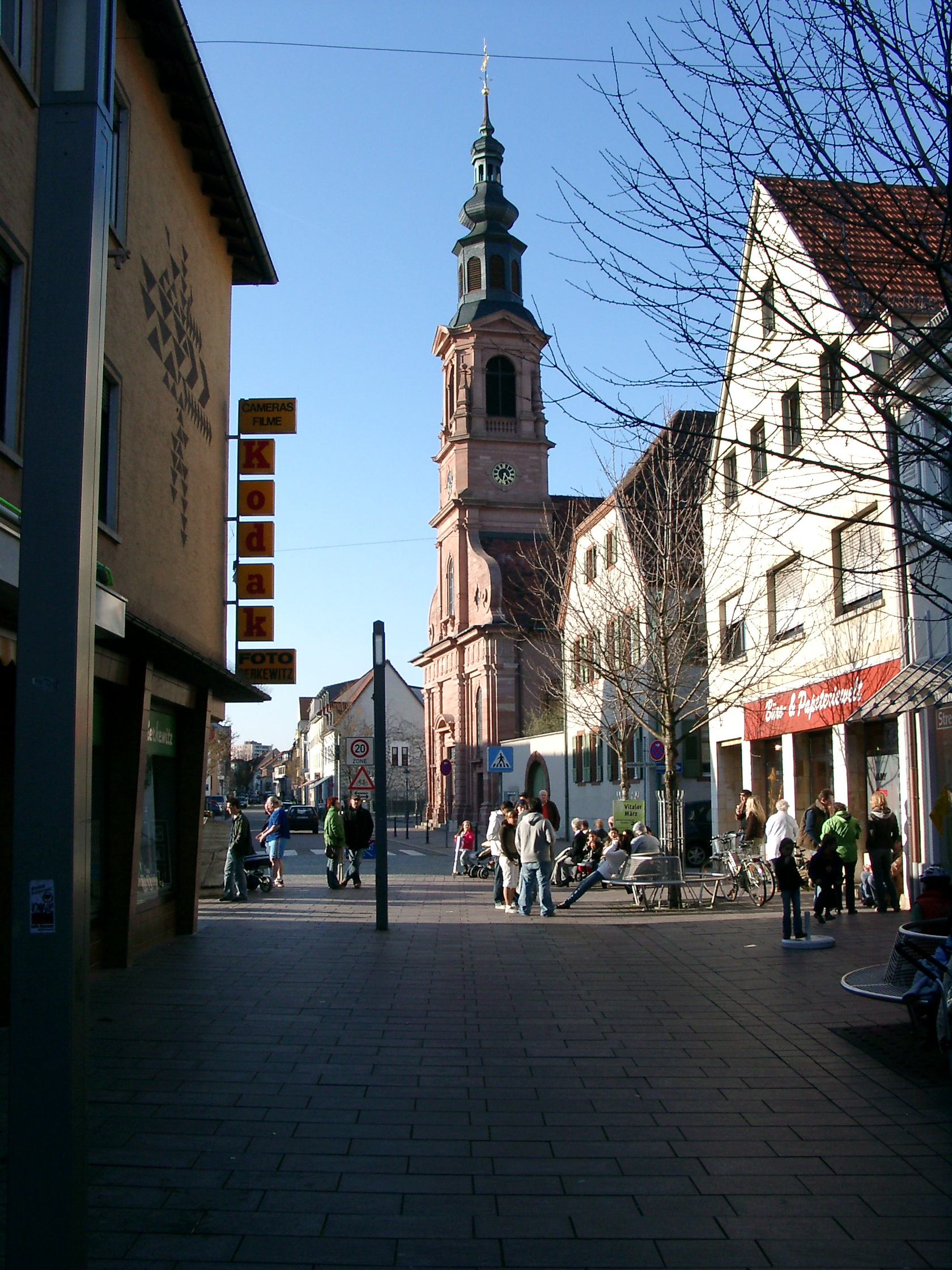
Iglesia protestante

En la ciudad se encuentran las siguientes iglesias:
- Iglesia católica de San Pankratius (1736-38, modificada y ampliada en 1763-65)
- Iglesia católica de Santa María (1958)
- Iglesia católica de San José (1756, ampliada con una torre en 1884-88, vuelta a ampliar en 1912-13)
- Iglesia Evangélica Melanchthon (1964)

### Eventos regulares

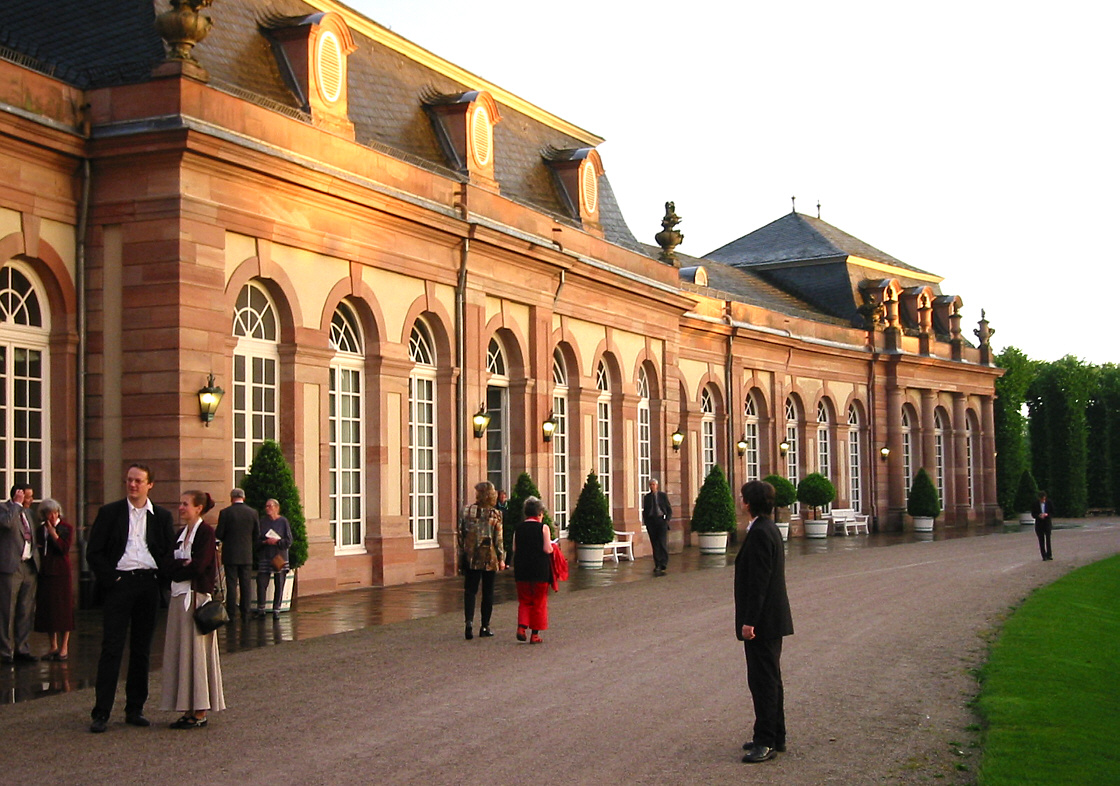
Festival musical en el Palacio

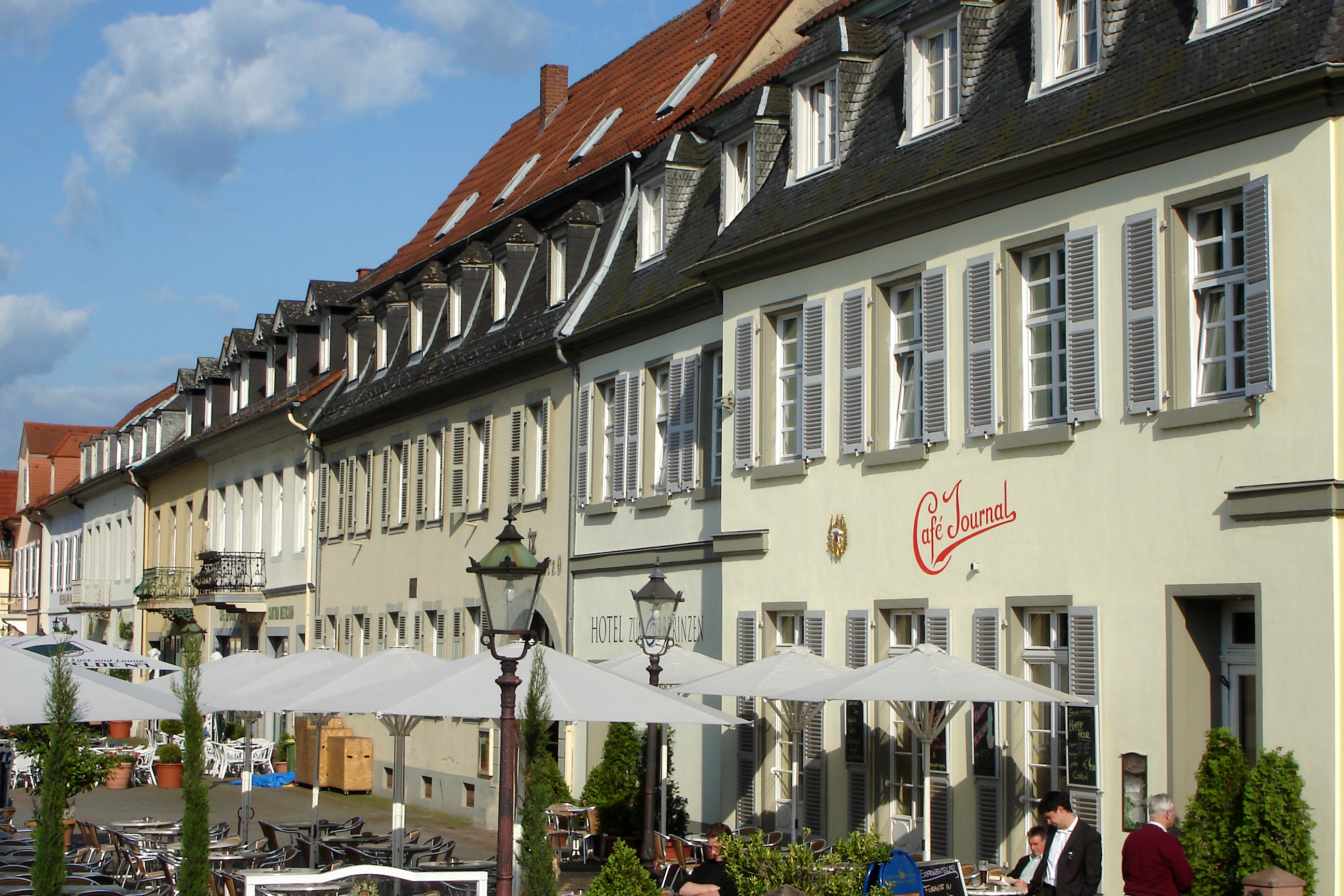
Fassaden am Schlossplatz

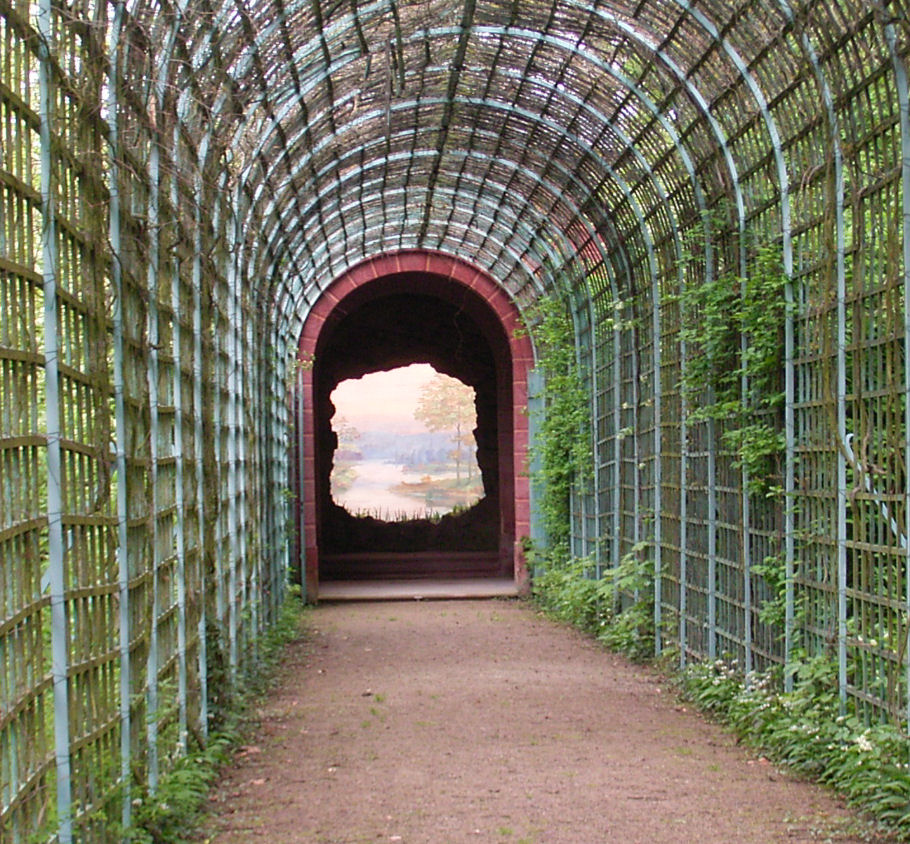
Pasaje del parque de Schwetzingen

- Septiembre/octubre: Mozartfestival (Festival de Mozart)
- Schwetzinger Festspiele, music festival
- Concurso de elegancia europeo
- the castle square party
- Spargelfest
- Fiesta Mexicana
- Feria de Navidad

### Rutas turísticas
Hay tres rutas importantes:
- Bertha Benz Memorial Route, de Mannheim a Pforzheim y vía Schwetzingen a Mannheim.
- Ruta de espárragos, de Schwetzingen a Lichtenau-Scherzheim.
- Ruta de los castillos, de Mannheim vía Schwetzingen a Praga.